# 狙われた市長候補
『狙われた市長候補』（ねらわれたしちょうこうほ、原題：Mr. Monk and the Candidate)は、米国のコメディードラマシリーズ『名探偵モンク』のパイロット版。
強迫性障害と複数の恐怖症を抱える私立探偵のエイドリアン・モンク（トニー・シャルーブ）と、彼のアシスタントであるシャローナ・フレミング（ビティ・シュラム）、警察官のリーランド・ストットルマイヤー（テッド・レヴィン）とランドール・ディッシャー（ジェイソン・グレイ=スタンフォード）などの主要な登場人物を紹介しつつ、市長候補者が街頭演説中に狙撃される事件の捜査を描いている。
1998年に最初に構想された本シリーズは、主役の俳優を見つけるのが困難だったため、開発地獄を経験した。 シャルーブをキャストした後、シリーズの最初のエピソードは2001年にブリティッシュコロンビア州バンクーバーで撮影された。 本エピソードは、 Andy Breckmanの脚本、 ディーン・パリソットによって監督された。本エピソードが2002年7月12日にUSAネットワークで米国初放映されたとき、480万人が視聴した。本エピソードは全般的に批評家に好評で、主な称賛は主役としてのシャルーブの演技に関するものであった。

## ストーリー
かつてエイドリアン・モンク（トニー・シャルーブ）はサンフランシスコ警察の刑事だったが、妻トゥルーディの死をきっかけにうつ病を発症し、強迫性障害を悪化させ、複数の恐怖症に悩まされるようになった。今回は私立探偵として、ニコール・ヴァスケス（ミシェル・アディソン）の殺人事件を捜査しているが、そんなある日、市長候補のウォーレン・セントクレア（マイケル・ホーガン）の選挙集会中に狙撃事件が発生し、彼のボディーガードが撃たれて死んでしまう。現職の市長はストットルマイヤー警部（テッド・レヴィン）にモンクを事件に参加させるよう命じ、彼はモンクの元上司として渋々参加させる。
モンクはセントクレアとその妻ミランダ（ゲイル・オグラディ）、選挙顧問のギャビン・ロイド（ベン・バス）に会い、暗殺未遂のあった現場を訪れる。彼はヴァスケスがセントクレア陣営のボランティアであったことを知る。セントクレア選挙本部を訪れ、ヴァスケスについて選挙スタッフに質問すると、そのスタッフは後に不審な死を遂げ、モンクはヴァスケスとセントクレアの事件に関連があるのではと疑いを強める。
モンクの助手シャローナ・フレミング（ビティ・シュラム）は、セントクレアの妻ミランダが夫の暗殺を命じたのではないかと疑う。シャローナの推理はセントクレアに1億5千万ドルの資産があることで裏付けられるが、モンクはミランダがセントクレアの助手と不倫しているという仮説をはじめ、他の仮説も考えていた。モンクは、暗殺未遂事件のテレビ報道を見て、真相に気づく。モンクは選挙集会が行われた場所に全員を集め、その日の出来事を再現する。
彼は、暗殺者はウォーレン・セントクレアを殺すために雇われたのではなく、代わりにボディーガードを殺すために雇われたのだと説明する。ロイドが選挙資金を横領しており、ヴァスケスが経理帳簿に不審な点を見つけたため、ロイドはヴァスケス殺害をボディガードに持ちかけたのだった。しかしボディガードが殺人の実行を拒否したため、別の殺し屋を雇ってヴァスケスを殺させ、さらにボディガードも殺害させたのである。モンクは自説を証明するため、ボディガードが撃たれた直後のロイドが銃撃犯の方向を指さしている写真を見せる。そのときのロイドの位置では狙撃犯の方向を指差すことはできなかったはずであった。そのとき、ロイドが雇った殺し屋がロイドらを撃ち殺そうとしたため、モンクら警察が彼らを追跡し、途中シャローナが人質になりそうになるが、モンクが救出に成功する。

## 製作
モンクはもともと、ABC放送の幹部がクルーゾー警部のような番組として構想していた 。それを知った共同クリエイターのデビッド・ホバーマンは、1998年に強迫性障害を持つ刑事というアイデアを思いついた 。これは、自身が強迫性障害と診断されたことに端を発している。当初はマイケル・リチャーズが候補に挙がっていたが、ABCとタッチストーン・テレビジョン（現ABCスタジオ）は、シットコムシリーズ「サインフェルド」のコスモ・クレイマー役を務めた経験から、視聴者が彼をよりコミカルな役に想定するのではないかと心配した 。 ホバーマンは、キャスティングの現場が「憂鬱」だったことを明かした。USAネットワークのジェフ・ワクテル副社長は、モンクを演じるのに適した俳優を探すのは「キャスティング地獄」だったと述べている。 2年間探しても、プロデューサーはまだこの役を演じる俳優を見つけられずにいた。
配給のABCとタッチストーンは主役を見つけられず、開発地獄に陥った。この状況は、USAに入社した元ABCのジャッキー・ライオンズが、上司のワクテルに「モンク」を推薦するまで続いた。ワクテルと当時のUSA社長ダグ・ハーゾックは、「筋肉と騒乱のネットワーク」というUSAの評判を変えようと、「頭脳的なシリーズ」であるモンクを担当することに決めたのであった。ワクテルは、「モンクのユーモアと情熱を生かせる人」であるトニー・シャルーブをモンク役に起用したいと考えた。シャルーブは当初興味を示さなかったが、マネージャーの強い要望と、パイロット版の監督がディーン・パリソットであることから引き受けた。パリソットは、"パイロット版は、私、デビッド・ホバーマン、アンディ・ブレックマン、トニー・シャルーブの強力なコラボレーションによって完成した "と宣言している。
シャローナの役は当初アフリカ系アメリカ人として書かれていたが、シャルーブ曰く「この素晴らしい母性と東海岸タイプを掛け合わせたような」ビティ・シュラムが代わりに起用された。ブリティッシュコロンビア州バンクーバーで行われたオーディションで、テッド・レヴィンが "主役の警官 "として起用された。ジェイソン・グレイスタンフォードは、シャルーブとパリソが関わっていることを知り、この仕事を引き受けた。当初は副市長役のオーディションを受けたが、落選したためパリソからディッシャーの代役にならないかと誘われた。グレイ＝スタンフォードは、レヴィンの相棒役に挑戦することに興奮し、承諾した 。パイロット版は、もともとテレビ映画として開発されたもので、ブレックマンが脚本を書き、2001年の秋にバンクーバーで撮影された 。当初は35mmフィルムで撮影されていたが、USAが買収する際に予算の関係でスーパー16mmに変更された。

## 作品の評価
本作は、米国では2002年7月12日午後9時（東部標準時）にUSAネットワークで初めて放送された。ニールセン・メディア・リサーチによると、このエピソードの推定視聴者数は480万人、世帯視聴率は3.5であった。この視聴率は、その夜、ケーブルテレビで最も高い視聴率を記録した番組となった。ピッツバーグポストガゼットの執筆者であるジュディスS.ギリーズは、他のネットワークの競争が少ない時期にデビューしたと指摘したが、ブロードキャスティング＆ケーブルのライターであるアリソン・ロマーノは、その数字は「印象的」であると述べた。
第3シーズンの途中からシュラムに代わってモンクの助手を務めたトレイラー・ハワードは、『よみがえるカンフー』（シーズン3第11話）とともに、このエピソードをお気に入りのエピソードに選んでいる 。The Futon CriticのBrian Ford Sullivanによる2002年のベスト50エピソードランキングでは、17位にランクインした。 ニューヨーク・デイリー・ニュースのライター、デヴィッド・ビアンクリは、パイロット版は「モンクのキャラクターを確立するだけでなく、辛辣なユーモアと優しいドラマが繊細かつ巧みにブレンドされた、この番組の完璧なトーンを確立している」と述べている。United Feature Syndicateの批評家Kevin McDonoughは、「気まぐれな」演出を賞賛し、「モンクは簡単に好きになれるものではないが、夏の再放送に代わる面白くて新鮮な作品として輝いている」と付け加えている。また、Entertainment Weekly誌のBruce Frettsからは「新鮮で面白い」、The Washington Post紙のTom Shalesからは「爽やかな」「真夏の春風」と評価された。Variety誌のPhil Galloは、レビューの中で「ストーリーの展開が軽快で、優れた頭脳の癖をうまく説明し、トニー・シャルーブの素晴らしい人物描写」を賞賛している。People誌の評論家Tom Gliattoは、"これはおそらく強迫性障害の患者を臨床的に正確に描いたものではないが、シャルーブの優しい真面目さがギミックにならないようにしている "と断言している。サンフランシスコ・クロニクル紙のティム・グッドマンは、強迫性障害が "ユーモアから悲しみまで創造的に使われている "と賞賛している。 Deseret News誌のChris Hicksは、「このパイロット版は劇場用映画として十分な出来だ。実際、ほとんどの長編映画よりも優れている。面白くて暖かく、キャラクターが主役で、陽気な小話が満載だ」と断言した。